# Serhat Teoman
Serhat Teoman (* 4. Juni 1983 in Diyarbakır) ist ein türkischer Schauspieler.

## Leben und Karriere
Teoman wurde am 4. Juni 1983 in Diyarbakır geboren. Er studierte an der Universität des 9. September. Sein Master-Abschluss erhielt Teoman von der Mimar Sinan Üniversitesi. Sein Debüt gab er 2003 in der Fernsehserie Kurşun Yarası. Sein Durchbruch hatte er 2012 in der Serie Kuzey Güney. Anschließend spielte er in der Serie Acil Aşk Aranıyor die Hauptrolle. Danwch war er in Kaçın Kurası zu sehen. 2017 wurde Teoman für die Serie Anne gecastet. Von 2018 bis 2019 trat er in Kızım auf. Außerdem bekam er 2020 in Çocuk die Hauptrolle.
Neben seiner Fernsehkarriere war er zusammen mit Buğra Gülsoy, Fatih Sönmez und Emre Erkan Mitglied von Tiyatro Kutu. Nach der Auflösung von Tiyatro Kutu gründeten Teoman und Emre Erkan GET Production.

## Theater
- 2007–2008: Dalga
- 2009–2010: Ceaser Bir Denge Oyunu
- 2012: Dorian Gray
- 2012: Pragma

## Filmografie
Kurzfilme
- Randevu
- Aşkın Dört Kuralı
- Tutulma
- Son Karar

Serien
- 2003: Kurşun Yarası
- 2005: Kanlı Düğün
- 2006: Yalancı Yarim
- 2007: Yemin
- 2007: Avrupa Yakası
- 2008: Kız Takımı
- 2008: Hepimiz Birimiz İçin
- 2008: Gece Gündüz
- 2009: Uygun Adım Aşk
- 2010: Bitmeyen Şarkı
- 2011: Gün Akşam Oldu
- 2012–2013: Kuzey Güney
- 2013: Bugünün Saraylısı
- 2015: Acil Servis
- 2015: Acil Aşk Aranıyor
- 2016: Kaçın Kurası
- 2017: Anne
- 2018–2019: Kızım
- 2019–2020: Çocuk
- 2020–2021: Menajerimi Ara
- 2022: Oğlum

## Auszeichnungen
- Marmara University School of Communications - 9th Short Film Contest in der Kategorie „Bester Schauspieler“[5]
- Galatasaray University Communications Club - Sinepark Short Film Festival in der Kategorie „Bester Schauspieler“[6]